# پرتقال ریوکیو

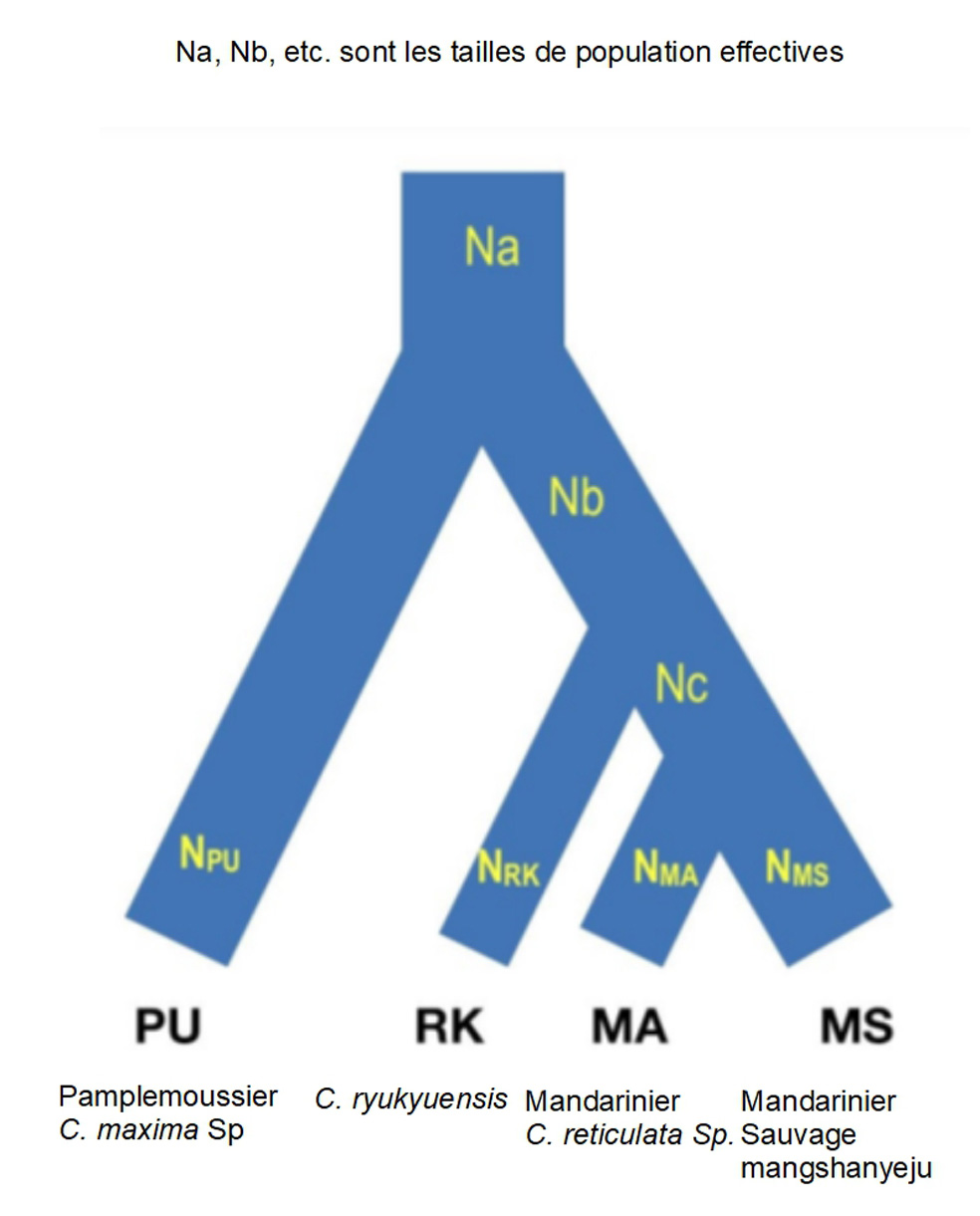
گونه‌های نارنگی وحشی

پرتقال ریوکیو (انگلیسی: Citrus ryukyuensis) یک گونه از مرکبات وحشی است که ویژگی‌های آن به تازگی مشخص شده‌است.
پرتقال ریوکیو بومی جزایر ریوکیو و جزیره‌های مجاور آن است و نزدیکترین نسبت آن با پرتقال ماندارین در سرزمین اصلی ژاپن است. مانند سایر مرکبات، پرتقال ریوکیو  هم از خانواده سدابیان به‌شمار می‌آید.
پرتقال ریوکیو و پرتقال ماندارین بیش از ۲ میلیون سال است که از هم جدا شده‌اند. دورگه‌گیری آن با گونه‌های سرزمین اصلی باعث ایجاد زیرگونه‌های منحصر به‌فرد پرتقال در جزایر شده‌است.